# إيرين تشانتر
إيرين تشانتر، مغنية بريطانية اشتهرت بمسيرتها المهنية كونها عضوا في فرقة الأخوات تشانتر، ومغنية حفلات، وعملت مع عددٍ من الموسيقيين في السبعينيات والثمانينيات، كما عملت إيرين تشانت مع إلتون جون، لونج جون بالدري، فيل مانزانيرا، روكسي ميوزيك، جون مايلز، كريس فارلو، وجون كايل، جونيور كامبل، رون وود، فرقة مانفريد مانز ايرث، بيكر غورفيتزارمي، كارافان، بينك فلويد، ذا أندرتونز، رود ستيوارت، ديفيد كوفرديل، جيمس لست، رويترز ويات و ويتيسنيك.
إيرين شانت لديها ابن يدعى جوزيف دايفيز، وابنة تدعى إيما دايفيز، ولديها خمسة أحفاد هم: ريهانون، كوري، شيناي، جوي جونيور وسيينا فاي.

## روابط خارجية
- إيرين تشانتر على موقع IMDb (الإنجليزية)
- إيرين تشانتر على موقع ميوزك برينز (الإنجليزية)
- إيرين تشانتر على موقع ديسكوغز (الإنجليزية)